# 萨兰 (塞纳-马恩省)
萨兰（法語：Salins，法語發音：[salɛ̃] ⓘ）是法国塞纳-马恩省的一个市镇，属于普罗万区。

## 地理
萨兰（48°25'19"N, 3°1'19"E）面积10.55 平方千米，位于法国法蘭西島大區塞纳-马恩省，该省份为法国北部内陆省份，北起瓦兹省，西接埃松省、马恩河谷省、塞纳-圣但尼省和瓦兹河谷省，南至卢瓦雷省，东南接约讷省，东临马恩省和奥布省，东北接埃纳省。
与萨兰接壤的市镇（或旧市镇、城区）包括：库唐松、布里地区拉瓦勒、蒙蒂尼朗库、圣日耳曼拉瓦勒。
萨兰的时区为UTC+01:00、UTC+02:00（夏令时）。

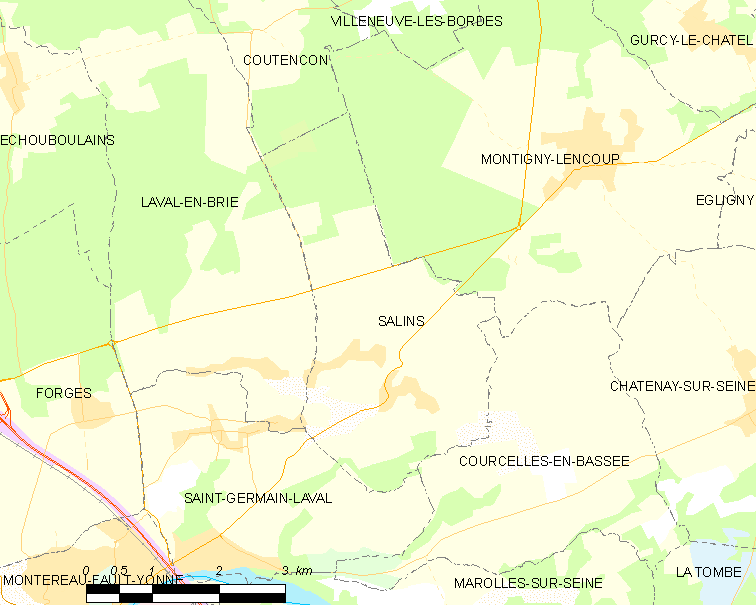
萨兰的OSM定位图

## 行政
萨兰的邮政编码为77148，INSEE市镇编码为77439。

## 政治
萨兰所属的省级选区为蒙特罗福约讷县。

## 人口

1962-2008年间萨兰人口变化图示

萨兰于2022年1月1日时的人口数量为1171人。